# Dekanat Branice
Dekanat Branice – jeden z 36 dekanatów w rzymskokatolickiej diecezji opolskiej.
Obszar dekanatu należał pierwotnie do diecezji ołomunieckiej. Powstał po pierwszej wojnie światowej i przyłączeniu tzw. kraiku hulczyńskiego do Czechosłowachi na obszarze dystryktu kietrzańskiego, którego siedzibą Branice stały się w 1924 (rezydował tu ks. Josef Martin Nathan). Do 1972 formalnie podlegał archidiecezji ołomunieckiej, po czym wszedł w skład utworzonej w tymże roku diecezji opolskiej.
W skład dekanatu wchodzi 14 parafii:
- Parafia Św. Katarzyny Panny i Męczennicy → Bliszczyce
- Parafia Św. Rodziny → Branice
- Parafia Wniebowzięcia Najświętszej Maryi Panny → Branice
- Parafia Św. Anny → Jakubowice
- Parafia Św. Marii Magdaleny → Lewice
- Parafia Św. Jakuba Starszego → Nasiedle
- Parafia Wniebowzięcia Najświętszej Maryi Panny → Pilszcz
- Parafia Św. Wawrzyńca → Posucice
- Parafia Św. Alojzego → Turków
- Parafia Św. Anny → Wiechowice
- Parafia Trójcy Świętej → Włodzienin
- Parafia Św. Józefa Robotnika → Wojnowice
- Parafia Św. Tekli → Wódka
- Parafia Najświętszego Serca Pana Jezusa → Wysoka